# Bistum Same
Das Bistum Same (lat.: Dioecesis Samensis) ist eine in Tansania gelegene römisch-katholische Diözese mit Sitz in Same.

## Geschichte
Das Bistum Same wurde am 10. Dezember 1963 durch Papst Paul VI. aus Gebietsabtretungen des Bistums Moshi als Apostolische Präfektur Same errichtet. Am 3. Februar 1977 wurde die Apostolische Präfektur Same durch Paul VI. zum Bistum erhoben.
Das Bistum Same ist dem Erzbistum Arusha als Suffraganbistum unterstellt.

## Ordinarien

### Apostolische Präfekten von Same
- Henricus Winkelmolen CSSp, 1964–1977

### Bischöfe von Same
- Josaphat Louis Lebulu, 1979–1998, dann Bischof von Arusha
- Jacob Venance Koda, 1999–2010
- Rogatus Kimaryo CSSp, seit 2010